# پابلو سانچز (بازیکن فوتبال، زاده ۱۹۹۵)
پابلو سانچز (انگلیسی: Pablo Sánchez؛ زادهٔ ۲۰ اکتبر ۱۹۹۵) بازیکن فوتبال اهل اسپانیا است.